# Le più belle canzoni di Mina
Le più belle canzoni di Mina è un album raccolta di Mina, pubblicato nel 2005 dalla Warner.
Questa raccolta non è inclusa nella discografia sul sito ufficiale minamazzini.com.

## Tracce
1. Se telefonando - 2:58 -  (Ghigo De Chiara - Maurizio Costanzo - Ennio Morricone)
2. Un anno d'amore (C'est irréparable) - 3:13 -  (Nino Ferrer - Alberto Testa - Mogol)
3. L'immensità - 2:37 -  (Don Backy - Detto Mariano - Mogol)
4. Brava - 1:47 - (Bruno Canfora)
5. Città vuota (It's A Lonely Town) - 2:38 -  (Giuseppe Cassia - Doc Pomus - Mort Shuman)
6. È l'uomo per me (He walks like a man) - 2:25 - (Diane Hildebrand - Vito Pallavicini - Gaspare Gabriele Abbate)
7. Se piangi se ridi - 2:32 - (Bobby Solo - Gianni Marchetti - Mogol)
8. Breve amore - 2:36 - (Piero Piccioni - Alberto Sordi)
9. Conversazione - 2:19 -  (Antonio Amurri - Bruno Canfora)
10. Sabati e domeniche - 2:46 -  (Mogol - Giancarlo Colonnello)
11. Se c'è una cosa che mi fa impazzire - 2:40 -  (Bruno Canfora - Antonio Amurri)
12. E se domani - 3:06 - (Carlo Alberto Rossi - Giorgio Calabrese)

## Classifica italiana (FIMI)
| Posizione | 79 | 88 | 73 | 73 | 65 | 82 | 76 |